# Christopher Khayman Lee
Christopher Lee Potts, más conocido como Christopher Khayman Lee (Miami, Florida, 11 de marzo de 1978), es un actor y artista marcial estadounidense. Su hermana menor es la actriz Chyler Leigh (Dr. Lexie Grey en Grey's Anatomy, Alex Danvers en Supergirl), fue co-protagonista en la película Kickboxing Academy (1997). Christopher estaba intrigado por el éxito de su hermana Chyler en modelaje y se mudó a Miami para unirse a ella y su madre. A los diecisiete años, se unió a una clase de actuación y pronto se mudó a Los Ángeles para filmar el papel de Andros en Power Rangers en el espacio (1998). Ha trabajado detrás de las pantallas para una película de bajo presupuesto llamada Miles from Home. Él causó polémica a los dieciocho años en 1997, cuando besó a su hermana menor Chyler Leigh quien para ese entonces tenía quince años de edad, en la película Kickboxing Academy.

## Filmografía

### Películas
- Kickboxing Academy (1997) .... Danny
- A Light in the Forest (2002) .... Holly boy

### Televisión
- Hall Pass (1996) Serie
- Power Rangers en el espacio (1998) Serie ....Andros/Red Ranger
- 7th Heaven
  - Todos los perros van al cielo (1999) ....Jack
- Safe Harbor (1999) Serie ....Hayden Loring
- Power Rangers Lost Galaxy
  - "Diez Power Rangers" (1999) ....Andros/Ranger Rojo
  - "El Poder Rosa" (1999) ....Andros/Ranger Rojo
- M.Y.O.B.
  - "Piloto" (2000)
- All About Us
  - "Lógica Defectuosa" (2001) ....Lucas Dawson
  - "Nueva Chica en la Ciudad" (2001) ....Lucas Dawson
- Power Rangers Wild Force
  - "Forever Red" (2002) ....Andros/Ranger Rojo
- Profesores en Boston
  - "Capítulo 74" (2003) .... El mismo
- That '70s Show
  - "Bestia de Carga" (2004) ....Long-Haired Guy
- Power Rangers: Bloodline Of The Grid (2021) Episode 1 y 2 .... Andros/Red Ranger